# Linchet
Linchet est un hameau de la commune belge de Modave situé en Région wallonne dans la province de Liège.
Ce hameau faisait déjà partie de l'ancienne commune de Modave depuis 1952. Auparavant, Linchet était une commune à part entière.

## Situation
Linchet est situé sur un tige du Condroz dominant le versant nord du  ruisseau de Bonne. Il se trouve entre les villages de Terwagne, Ramelot et Modave. 

## Histoire
Linchet était une ancienne seigneurie citée dès 1130-31. 
Sous l’Ancien Régime, Linchet était une enclave de la Principauté de Stavelot-Malmedy coincée entre la Principauté de Liège et le Duché de Luxembourg. Au XIXe siècle, Linchet était une commune qui comptait une église, deux grandes fermes et 121 habitants

## Description
Le hameau se compose de deux petits groupes distincts d'habitations implantés sur le tige au milieu des prairies et des terres cultivées. Entre ces deux groupes, se trouve la ferme de l'Abbaye, une imposante ferme en carré isolée datée de 1710 possédant une massive tour d'angle carrée. 
Excepté deux maisons en brique, toutes les constructions du hameau sont bâties en moellons de calcaire. La plupart sont anciennes (XVIIIe siècle).